# The Charlatans (album 1995)
The Charlatans è il quarto album in studio del gruppo musicale alternative rock britannico The Charlatans, pubblicato nel 1995.

## Tracce
1. Nine Acre Court – 3:45
2. Feeling Holy – 5:16
3. Just Lookin' – 3:49
4. Crashin' In – 5:02
5. Bullet Comes – 5:25
6. Here Comes a Soul Saver – 3:23
7. Just When You're Thinkin' Things Over – 4:51
8. Tell Everyone – 3:32
9. Toothache – 5:16
10. No Fiction – 3:58
11. See It Through – 4:08
12. Thank You – 3:34

## Formazione
- Tim Burgess - voce, armonica
- Mark Collins - chitarre
- Rob Collins - organo Hammond, clavinet, wurlitzer, piano, cori
- Martin Blunt - basso
- Jon Brookes - batteria